# Теризинозавр
Теризинозавр (лат. Therizinosaurus, досл. «ящір, що косить» або «ящір-косар», від дав.-гр. θερίζω, досл. «кошу, зрізаю» + σαῦρος «ящір») — рід великих тероподних динозаврів. Теризинозавр жив наприкінці крейдяного періоду (кінець кампана-маастрихта, близько 70 млн років тому), і був одним з останніх і найбільших представників своєї унікальної групи — теризинозаврів. Їхні скам'янілості вперше були винайдені в Монголії, і рід спочатку був віднесений до більш примітивних черепахоподібних рептилій (звідси назва виду, Т. cheloniformis — «сформований як черепаха»).

## Історія відкриття

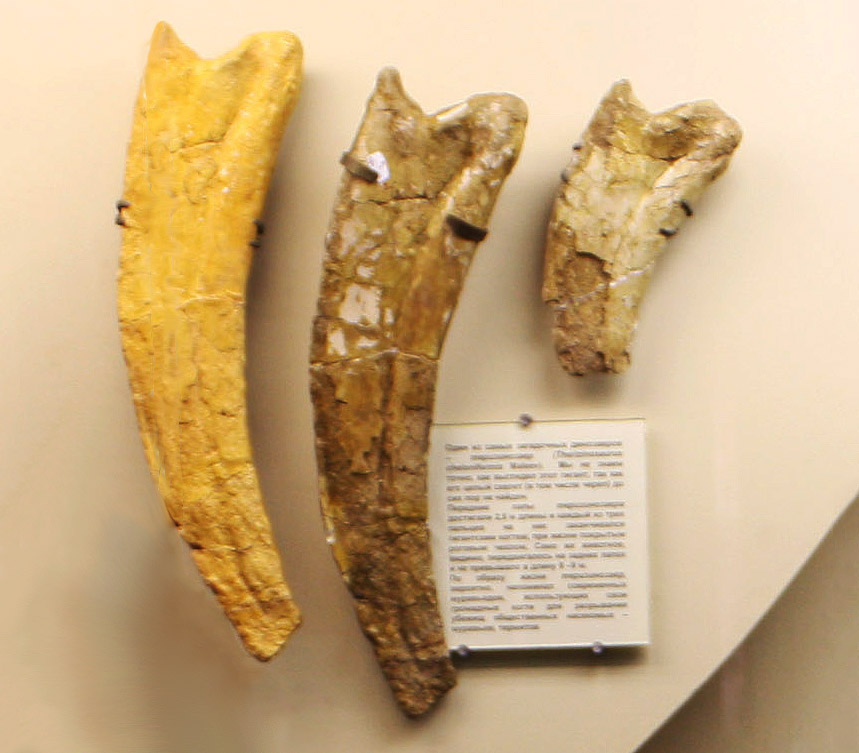
Голотип PIN 551—483 в Московському палеонтологічному музеї (зліва — зліпок)

Перші викопні рештки теризинозавра були знайдені у 1948 році, коли були проведені кілька монгольських палеонтологічних експедицій, організованих Академією наук СРСР, у формації Немегт пустелі Гобі на південному заході Монголії. Експедиція виявила кілька гігантських дистальних фалаг, що досягали метра і більше завдовжки. Вони були промарковані під номером зразка PIN 551—483 й пізніше описані як типовий вид Therizinosaurus cheloniformis в 1954 році радянським вченим-палеонтологом Євгеном Малєєвим.
Загальна назва Therizinosaurus походить від грец. θερίζω (що означає «коса», «жати» або «різати») і σαῦρος (що означає «ящір»), посилаючись на велетенські пазурі тварини, а видова назва cheloniformis походить від грец. χελώνη, що означає «черепаха», і лат. formis, оскільки вважалося, що рештки належали черепахоподібній рептилії. Оскільки на момент оригінального опису про теризинозавра було мало відомо, Малєєв вважав, що викопний зразок PIN 551—483 належав великій, 4,5 м завдовжки черепахоподібній рептилії, яка покладалася на свої гігантські кігті для збирання водоростей.
У 1970 році російський палеонтолог Анатолій К. Рождественський одним з перших припустив, що теризинозавр був тероподом, а не черепахою. Тероподові спорідненості також були виявлені польською палеонтологинею Гальшкою Осмульською та її співавторкою Євою Ронєвіч того ж року, коли вони дали назву та описали дейнохейруса — ще одного великого загадкового теропода з тої формації, відомого за частково збереженими руками. Як і Рождественський, вони припустили, що голотипні дистальні фаланги, швидше за все, належали м'ясоїдному тероподу, а не великій морській черепасі.

### Додаткові зразки

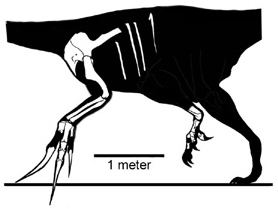
Композитний скелет відомих решток теризинозавра

Подальші експедиції в немегтській формації виявили більше скам'янілостей теризинозавра. У 1968 році, ще до заяв Рождественського, Осмульської та Ронєвіч, в місцезнаходженні Алтан-Уул було знайдено верхню частину кінцевих фаланг, яка була позначена як зразок MPC-D 100/17. У 1972 р. у верхніх білих відкладах місцезнаходження Гермін-Цав було знайдено ще один фрагмент фаланги (зразок MPC-D 100/16), на цей раз лише нижня частина. У 1973 році з Гермін-Цава був зібраний набагато повніший, більший і зчленований зразок. Цей зразок був промаркований MPC-D 100/15 і складався з лівої та правої рук, включаючи лопаткові кістки, обох плечових кісток, правої ліктьової кістки з променевою кісткою та лівої ліктьової кістки, двох правих зап'ястків, правої п'ясткової кістки, включаючи повний другий палець, а також деяких ребер з гастраліями (черевними ребрами). Всі ці зразки були вперше описані й віднесені до теризинозавра монгольським палеонтологом Рінченгіном Барсболдом у 1976 році.
Новий зразок MPC-D 100/45 був знайдений Спільною радянсько-монгольською палеонтологічною експедицією в стоянці Гермін-Цав у 1973 р.. На відміну від попередніх знахідок, MPC-D 100/45 представлена правою задньою кінцівкою, що складається з дуже фрагментованої стегнової кістки з нижнім кінцем великогомілкової кістки, кістки щиколотки, п'яткової кістки, 4 плеснової кістки, функціональної чотирипалої стопи, частково збережених 1 і 3 пальців та майже повних 2 та 4 пальців. Ці новіші рештки були описані також монгольським палеонтологом Алтангерелієм Перле в 1982 році.

## Опис

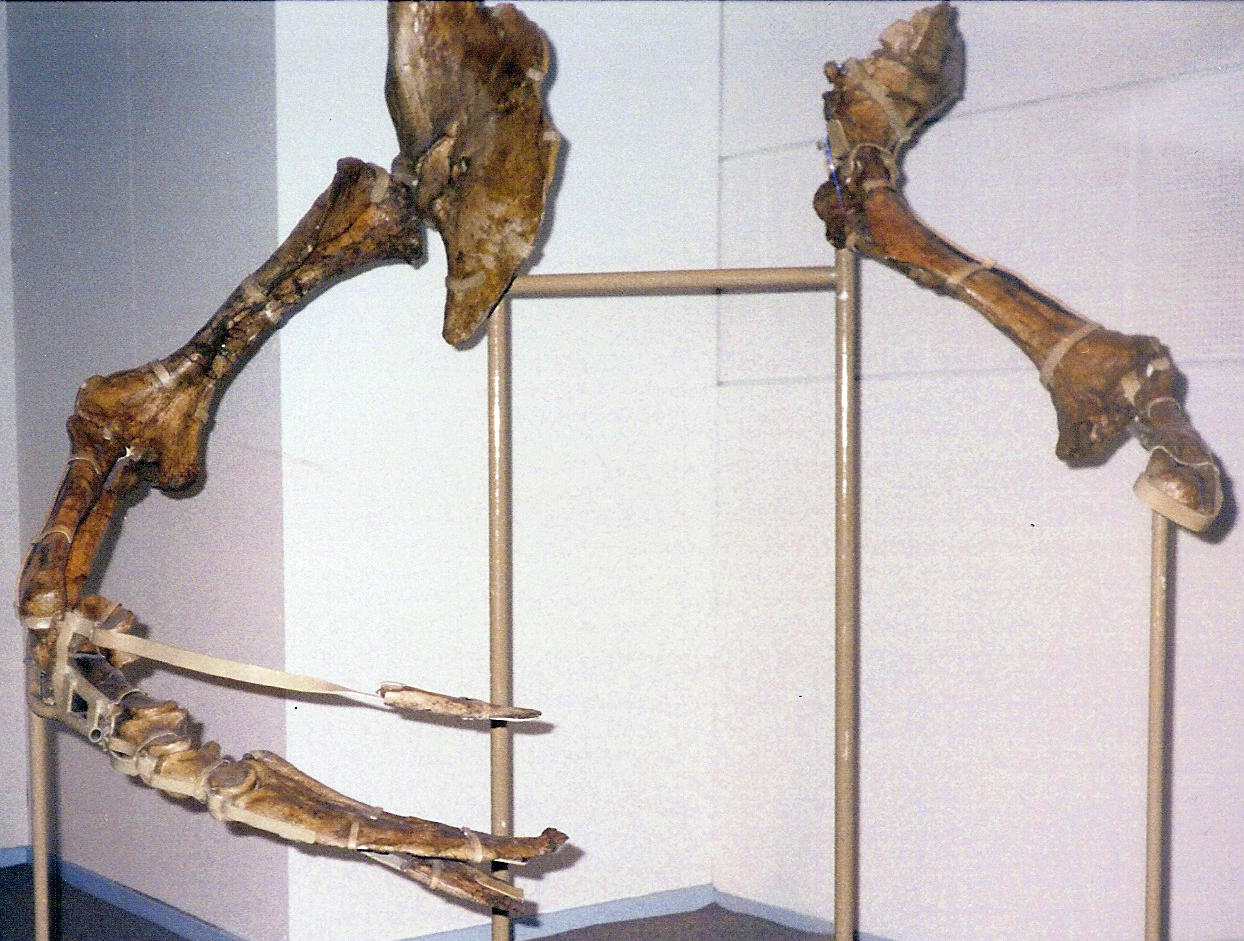
Скам'янілі кістки передніх кінцівок теризинозавра з Монголії

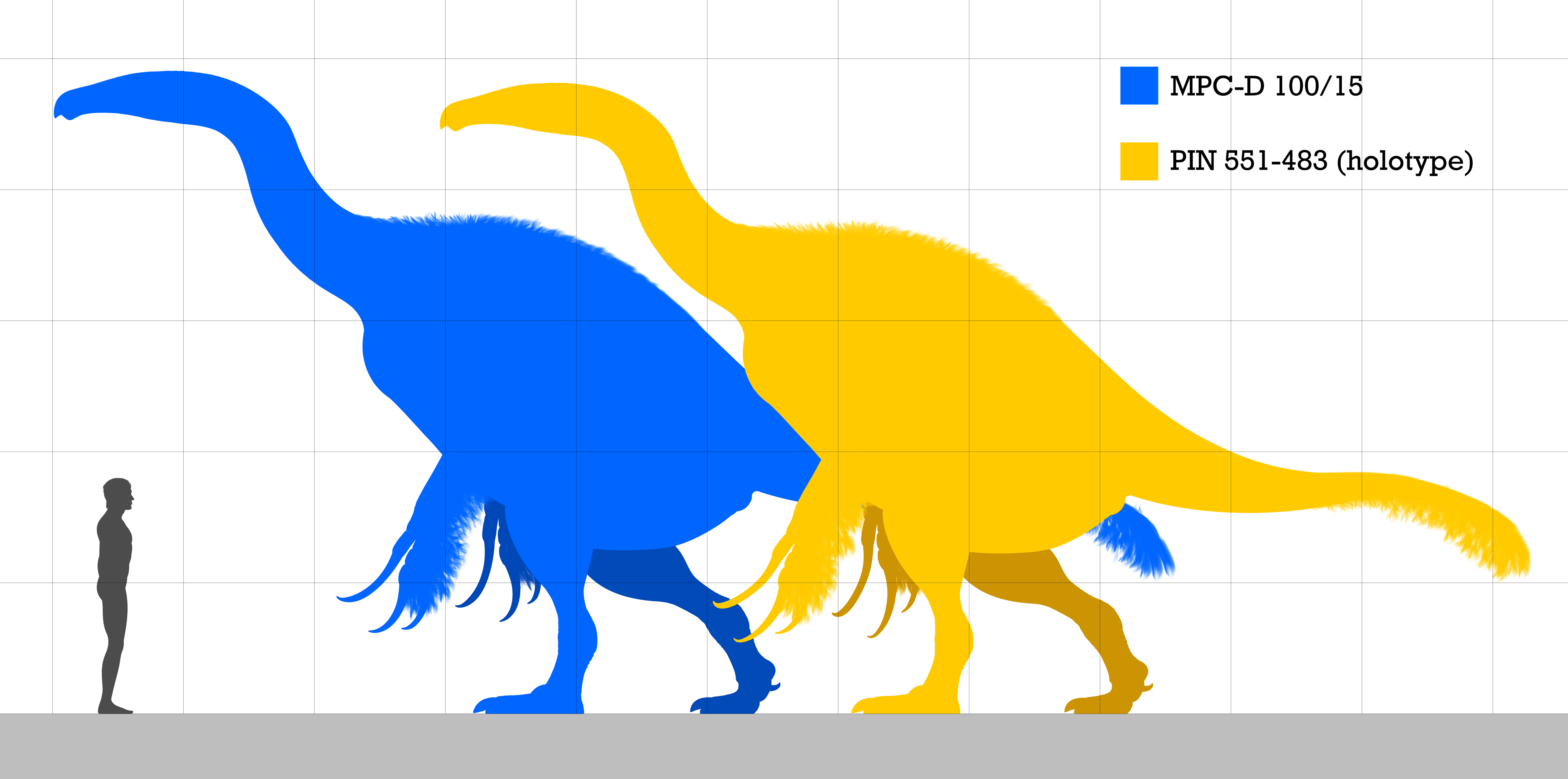
Розмір двох зразків (голотип жовтого кольору, праворуч) у порівнянні з людиною зростом 1,8 м

За стандартами манірапторів, теризинозавр досягав велетенських розмірів, приблизно 9—10 м завдовжки й від 4 до 5 м заввишки. Його вага оцінюється від 3 до, можливо, 5 тонн. Ці виміри роблять теризинозавра найбільшим з відомих теризинозавридів і найбільшим з відомих манірапторів. Разом із сучасним йому орнітомімозавром дейнохейрусом він був найбільшим маніраптороподібним.
Хоча рештки теризинозавра відносно неповні, можна зробити висновки про його фізичні характеристики на основі споріднених та повніших теризинозаврів. Як і інші члени родини, теризинозавр мав пропорційно невеликий череп з роговим дзьобом на довгій шиї, двоногу ходу, великий живіт для перетравлення листя і рідке оперення. Інші риси, які, ймовірно, були наявні у теризинозавра, включають сильно пневматизований (наповнений повітрям) хребетний стовп і міцно збудований, направлений назад таз.
У 2010 році Сентер і Робінс використовували рівняння довжини задніх кінцівок для прогнозування загальної довжини задніх кінцівок теризинозавра і дейнохейруса. Вони дійшли висновку, що середній теризинозавр міг мати ноги довжиною приблизно 3 м. У 2013 р. Майк Тейлор і Метт Ведель припустили, що вся шия теризинозавра була у 2,9 раза більшою за плечову кістку, яка дорівнювала 76 см, в результаті чого довжина шиї становила 2,2 м, на основі порівняння з шийними хребцями наншіунгозавра. Найхарактернішою особливістю теризинозавра були гігантські пазурі на трьох пальцях рук. Вони були поширені серед теризинозаврів, але у теризинозавра вони були особливо великими й жорсткими. Кігті теризинозаврів вважаються найдовшими з усіх відомих у наземних тварин.

## Палеобіологія

### Призначення кігтів

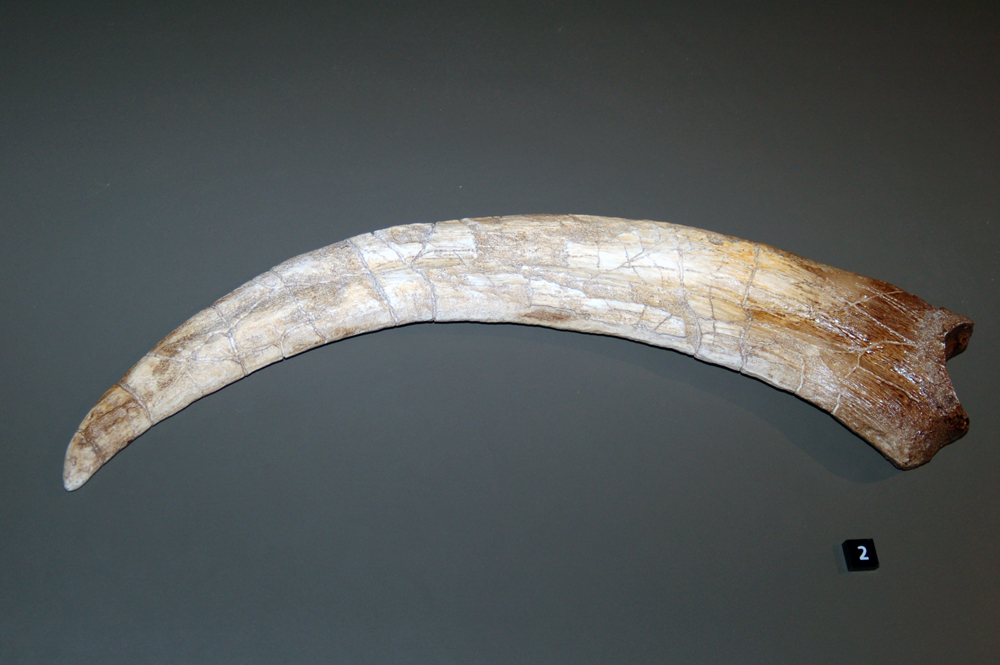
Кіготь теризинозавра

Особливості харчування теризинозавра невідомі, оскільки матеріального черепа не було знайдено, що може свідчити про своєрідну дієту. Однак, як й інші теризинозаври, був, ймовірно, головним чином травоїдним. Кігті теризинозавра могли служити в декількох функціях, наприклад він міг захищатися ними від хижаків (таких як, наприклад тарбозавр). Також можлива внутрішньовидова боротьба за територію або самку. Ще теризинозавр міг тягнути ними гілки в напрямок рота. Якщо припустити, що теризинозавр був комахоїдним, то логічно уявити, що своїми пазурами динозавр розривав гнізда мурашок і термітів. Кігті, можливо, навіть виконували всі ці функції.

### Пір'я
Ніяких скам'янілих свідоцтв того що, у теризинозавра було пір'я — поки не знайдено, однак більшість сучасних вчених вважають, що у теризинозавра було оперення, оскільки були виявлені викопні свідчення того що, у деяких теризинозаврідів (зокрема, у бейпіозавра) пір'я — було.

## Класифікація
Відкриття того, що загадкові ерлікозавр і сегнозавр фактично є тероподами допомогло прояснити відношення до теризинозавра. Різні теорії були запропоновані для пояснення походження «сегнозаврідів». Деякі науковці навіть припускали, що вони були нащадками завроподоморфів — але нові, добре збережені знахідки, такі як альксазавр у 1993 р. і бейпіозавр у 1996 р. представили детальну інформацію про «птичність» тазу, ніг і черепа примітивного члена родини, і допомогли підтвердити, що сегнозавриди належали до тієї ж групи динозаврів що і теризинозавр (тому їх перейменували в теризинозавридів), і що теризинозавр був, зокрема, травоїдним тероподом.

## У світовій культурі
В одній із серій телесеріалу «Прогулянки з динозаврами» з'являвся теризинозавр, що виглядав вельми реалістично, хоча і не мав пір'я.